# Ostoja av Bosnien
Ostoja av Bosnien, död 1418, var Bosniens regent från 1398 till 1404 och mellan 1409 och 1418.